# Jacques Soustelle
Jacques Soustelle (Montpellier, 3 febbraio 1912 – Neuilly-sur-Seine, 6 agosto 1990) è stato un politico, scrittore ed etnologo francese.

## Biografia
Laureato in filosofia, alla vigilia della seconda guerra mondiale si batté contro i fascisti, ma ruppe anche con i comunisti dopo la firma del patto Ribbentrop-Molotov. Durante la guerra, al momento dell'invasione nazista della Francia, riuscì a fuggire in Inghilterra, dove si schierò con de Gaulle.
Inviato ad Algeri, ricoprì l'incarico di commissario per le informazioni; divenne poi direttore dei servizi segreti e del controspionaggio del Comitato francese di Liberazione nazionale.
Rientrato in Francia, dopo la liberazione, fu prima commissario a Bordeaux e quindi tra il 1945 e il 1946 fu ministro delle Colonie nel governo De Gaulle. All'inizio del 1947 aderì al movimento dell'RPF, fondato dal generale de Gaulle, del quale fu il primo Segretario generale. Venne eletto nel 1951 all'Assemblea Nazionale francese come deputato del dipartimento del Rodano. Subito dopo però ruppe clamorosamente con de Gaulle. Fautore del colonialismo francese in Algeria, ne divenne Governatore generale nel 1955 e cercò di attuare un piano di riforme che prese il suo nome, il "Piano Soustelle". L'anno successivo fu destituito da Guy Mollet, nuovo Presidente del Consiglio.
Oltranzista e colonialista, Soustelle fondò l'Union pour le salut et le renouveau de l'Algerie française. Nel maggio 1958 ebbe una parte di primo piano nel putsch militare di Algeri. Ritornato al potere de Gaulle, Soustelle fu nominato ministro delle Informazioni e quindi ministro delegato per il dipartimento sahariano dell'Algeria.
Allontanato dal governo nel 1960, per la sua opposizione alla politica di de Gaulle sull'Algeria fu costretto nel 1962 all'esilio e trascorse alcuni anni anche in Italia; rientrò in patria solo nel 1968.

### Le opere
Scrisse opere politiche ed etnologiche tra cui si evidenziano
- Archéologie et anthropologie sulla civiltà azteca;
- Aimée et souffrant Algérie e L'espérance trahie (1952) sul problema algerino;
- Envers et contre (1950);
- Vingt-huit ans de gaullisme sul gollismo.